# در شهر
در شهر برنامه ای تلویزیونی به تهیه‌کنندگی «مهدی بخشی» تحت مدیریت «مهدی کریمی زارچی» قائم مقام و مدیر گروه تهران و شهروندی است که از شبکه پنج سیما پخش می‌شود. این برنامه در قالب گزارش تصویری نسبت به بررسی مسائل، موضوعات، و مشکلات تهران می‌پردازد و اتفاقات و حوادث را جهت بررسی هرچه بیشتر به تصویر می‌کشد.

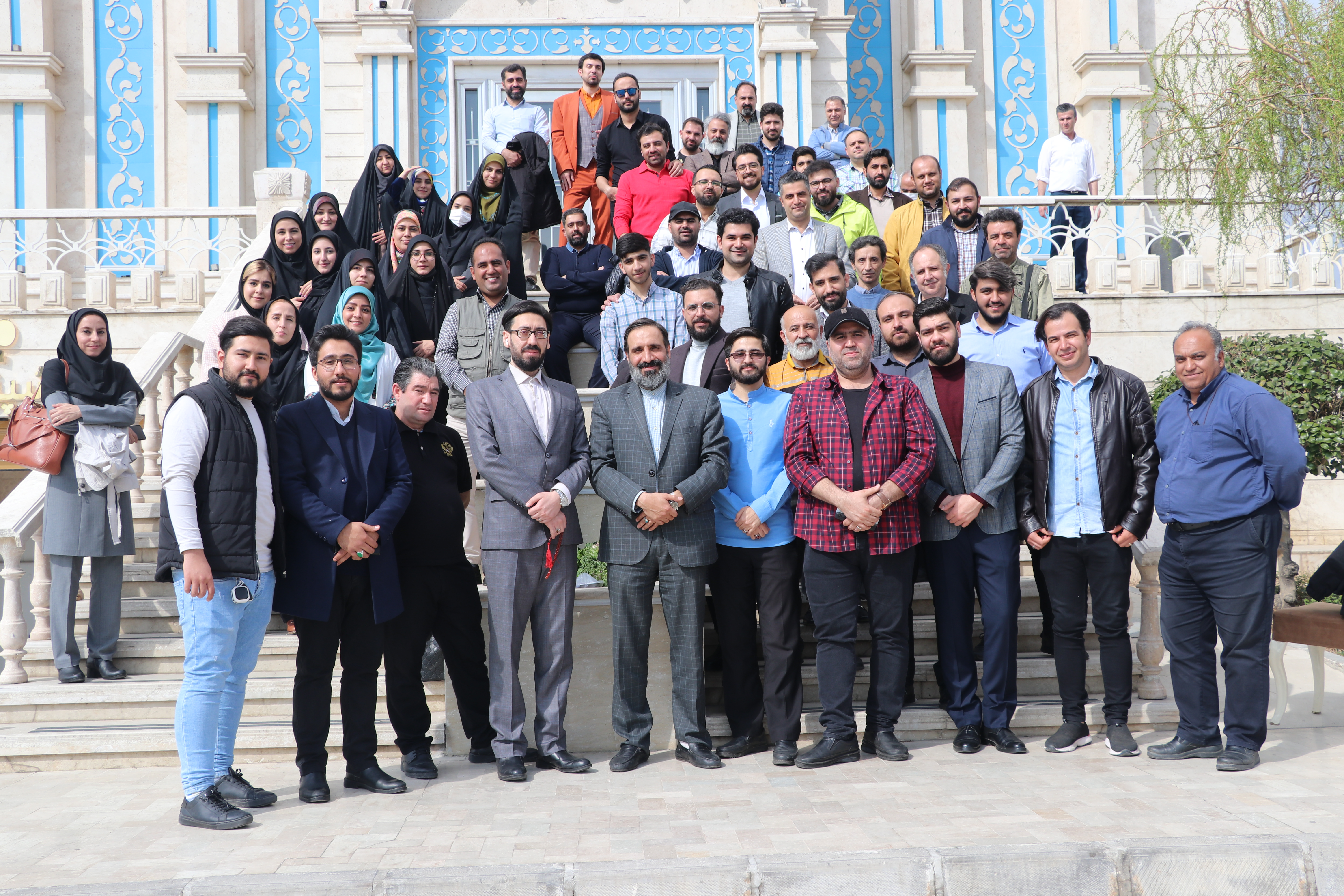

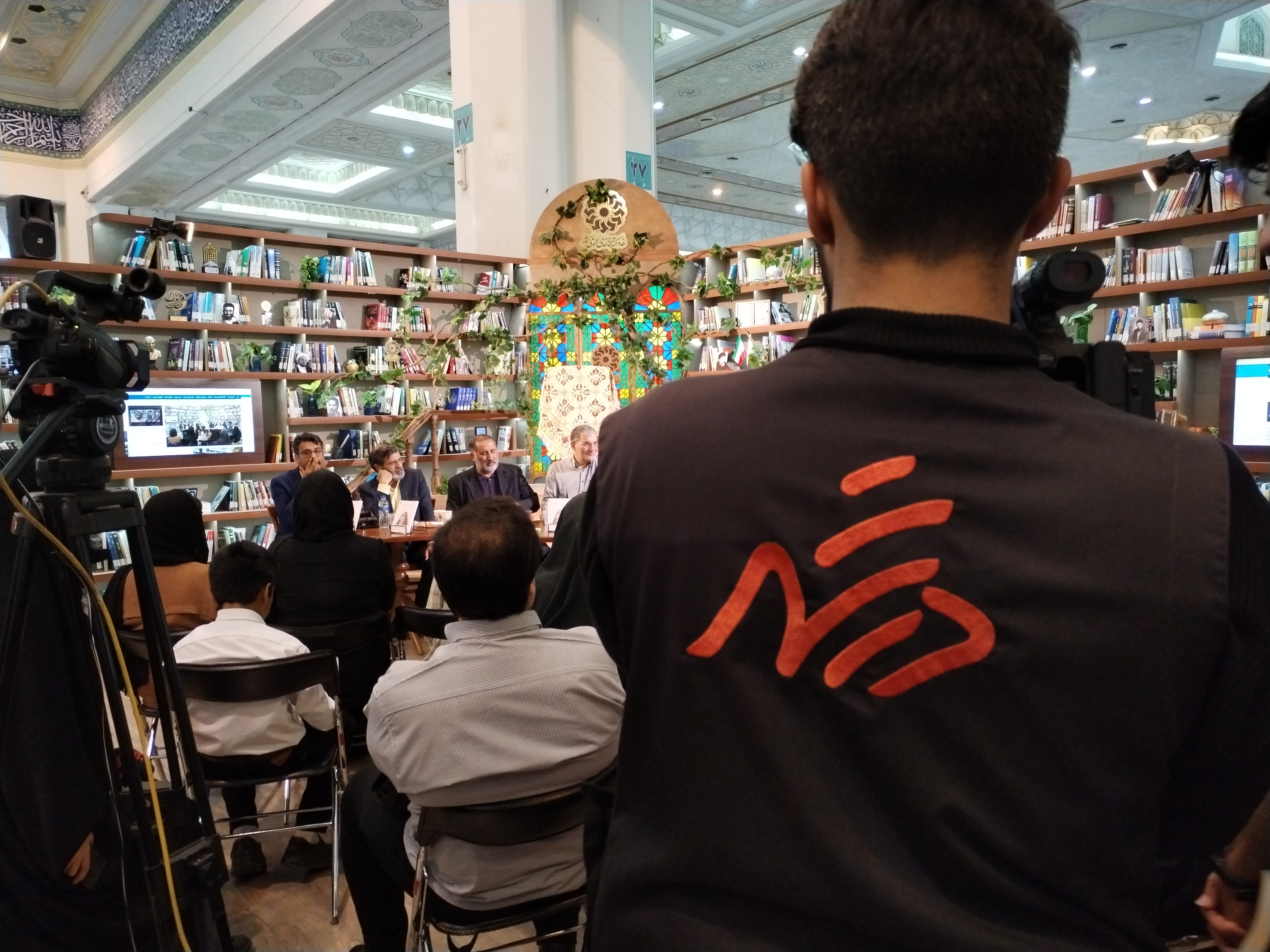
Tehran International Book Fair

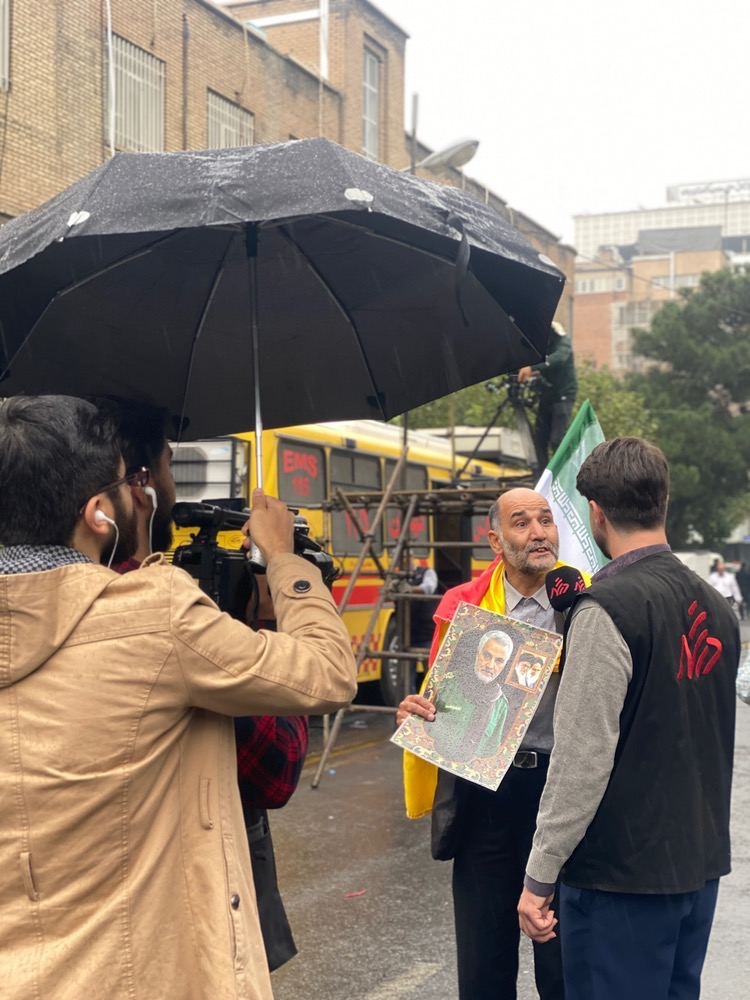
تهیه کننده، تصویربردار و گزارشگر برنامه درشهر-١٣ آبان١۴٠٢

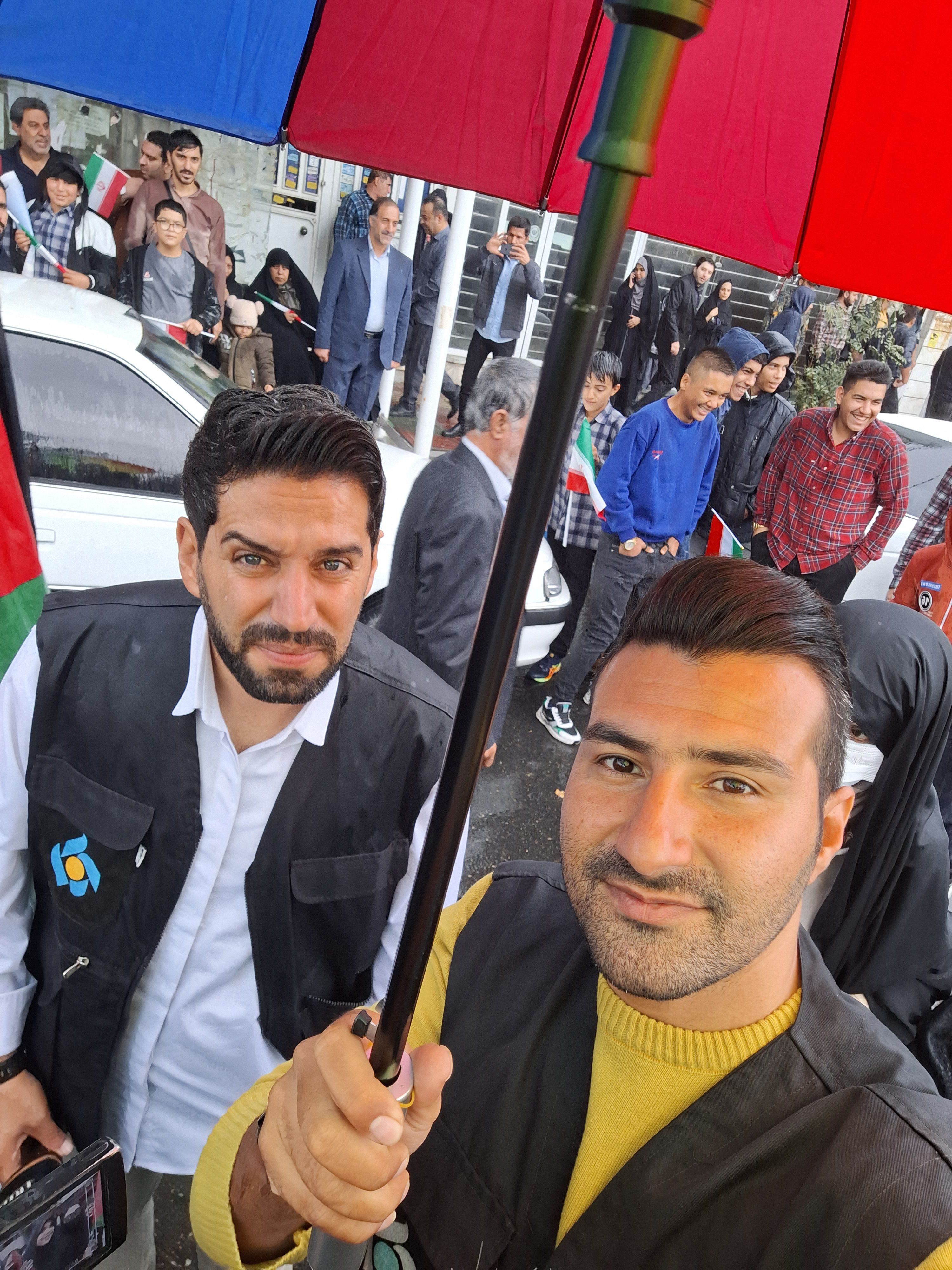
Student Day in Iran

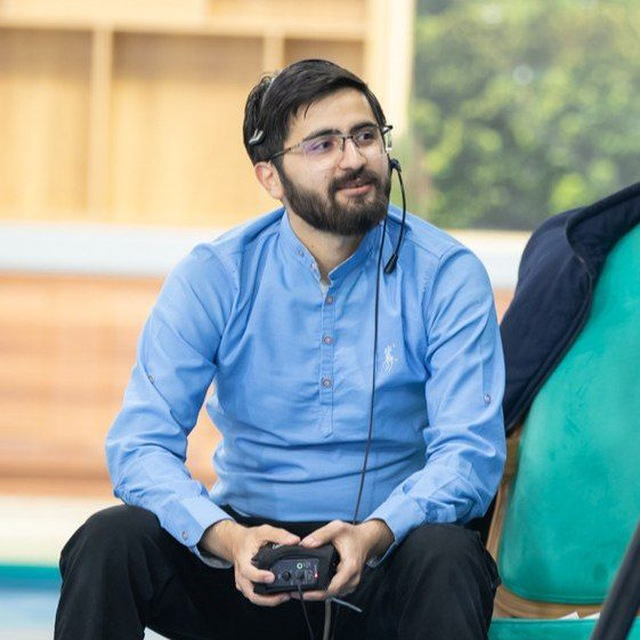
پشت صحنه تولید برنامه نوروزدرشهر

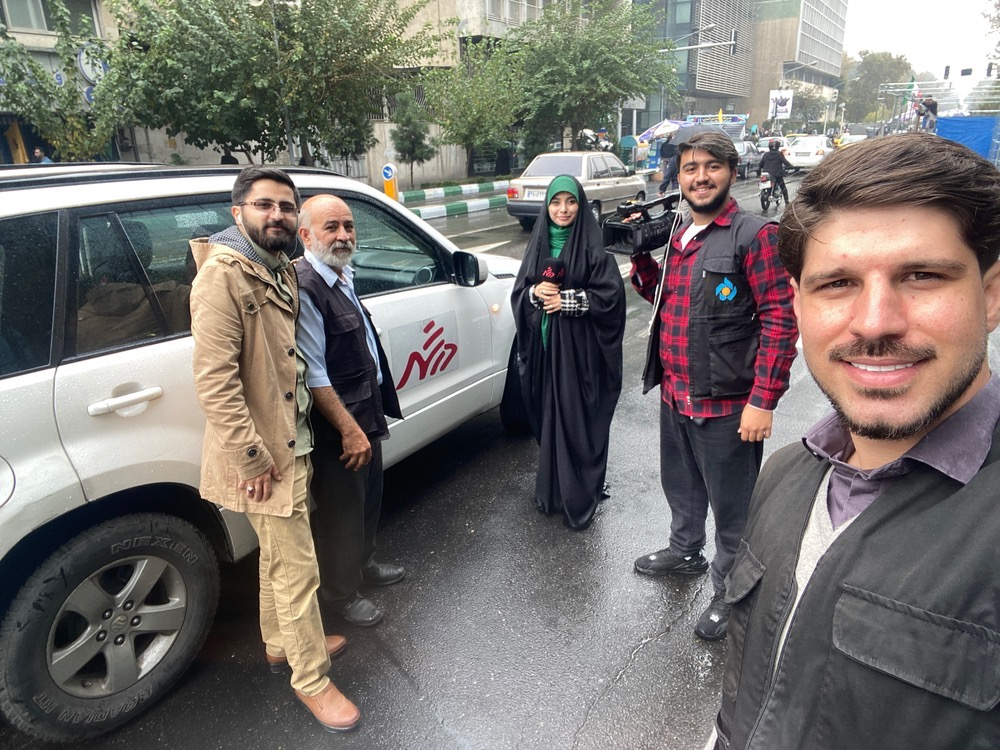
از چپ:تهیه کننده، مسئول ترابری برنامه، مجری برنامه، تصویربردار و گزارشگر برنامه

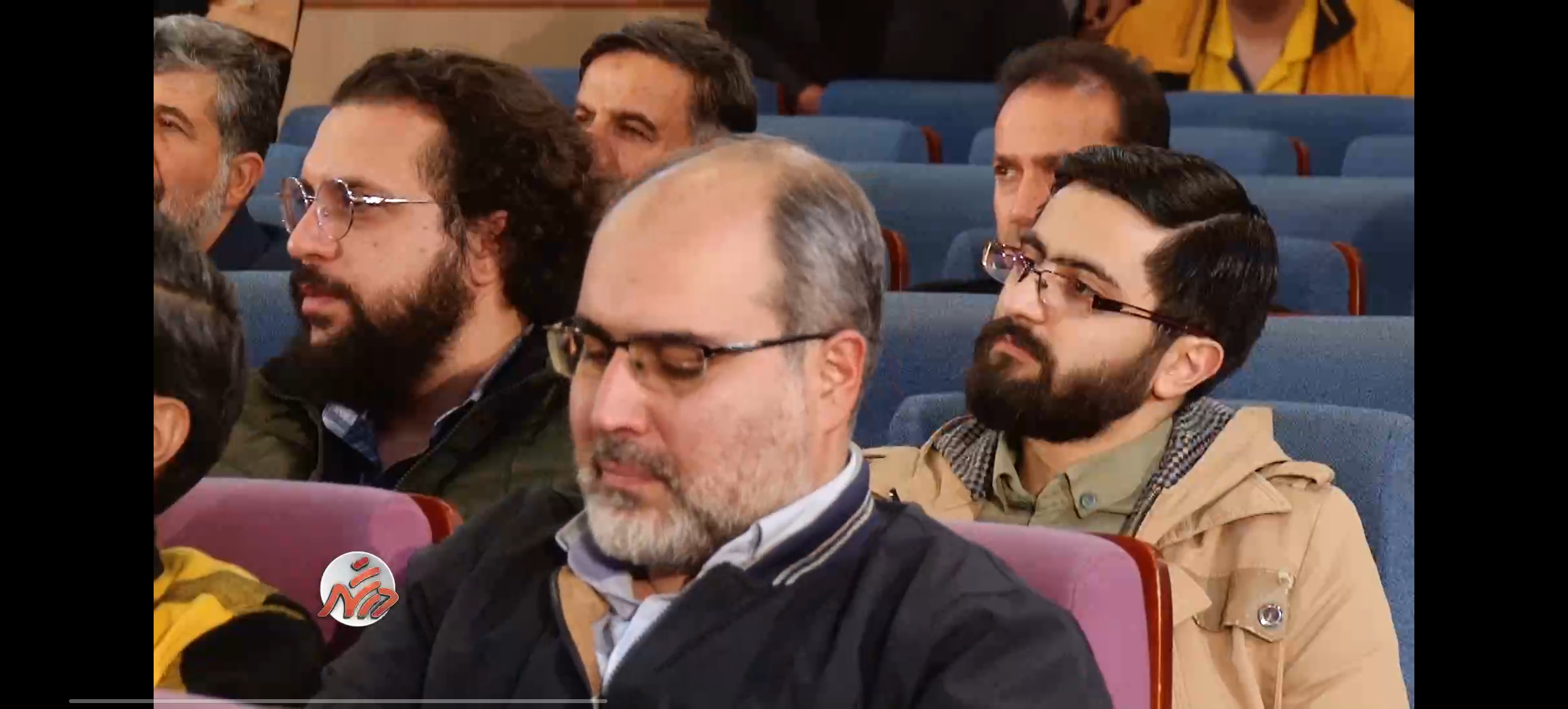
Farewell and introduction of the director of Channel 5

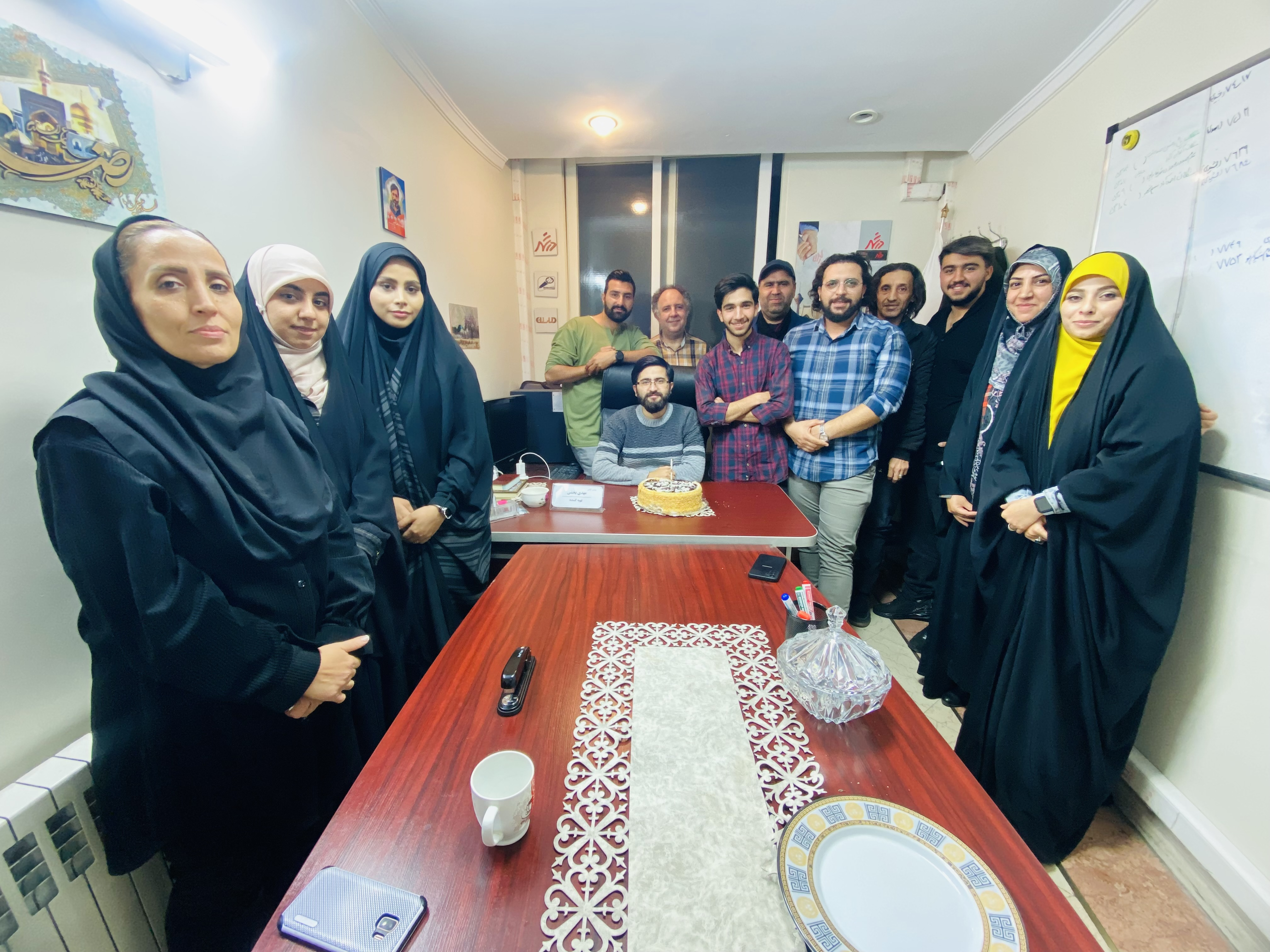
جشن تولد و سورپرایز تهیه کننده توسط عوامل برنامه درشهر

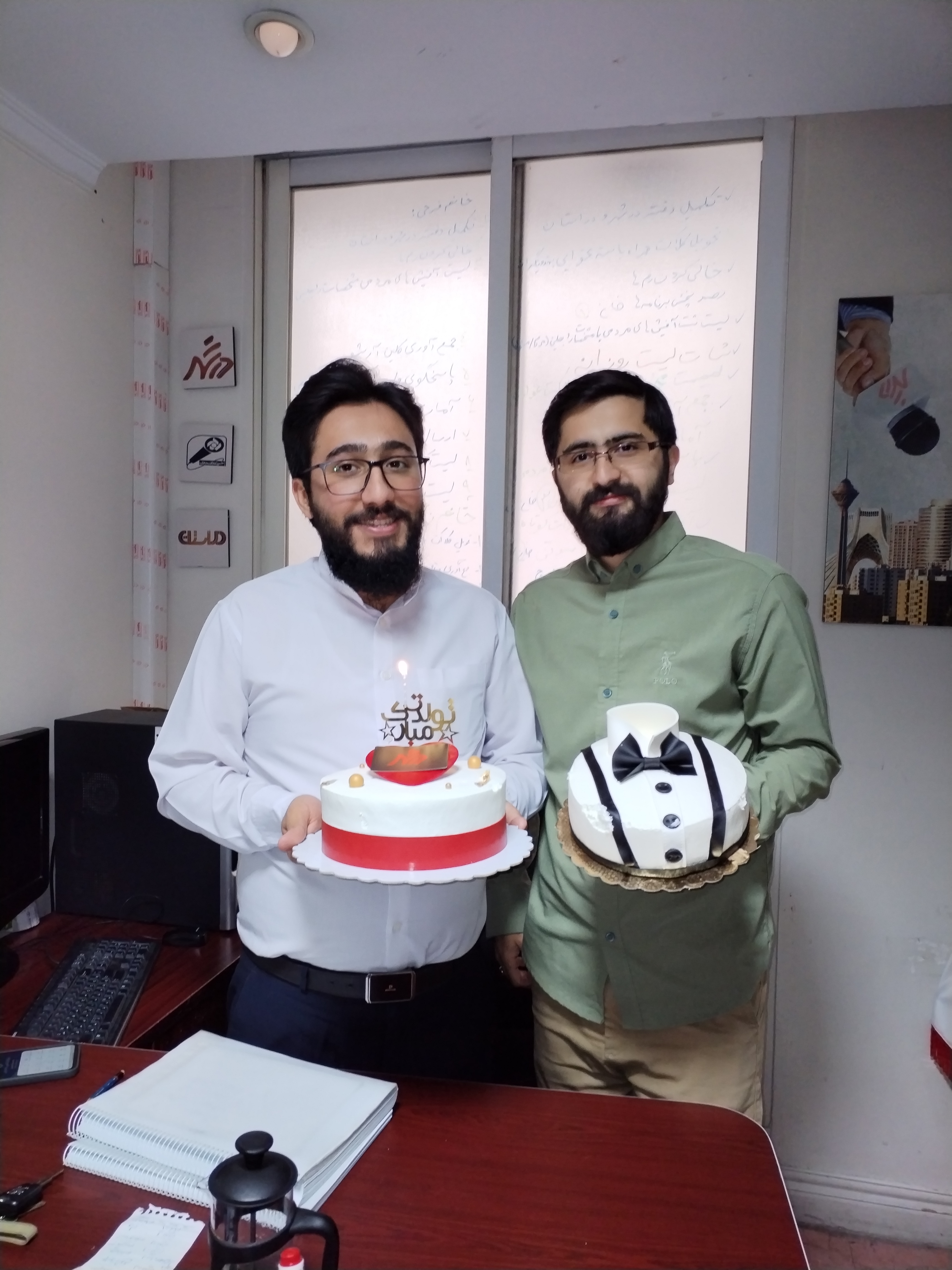
مهدی بخشی(راست) و سید محمدرضا حسینی(چپ)

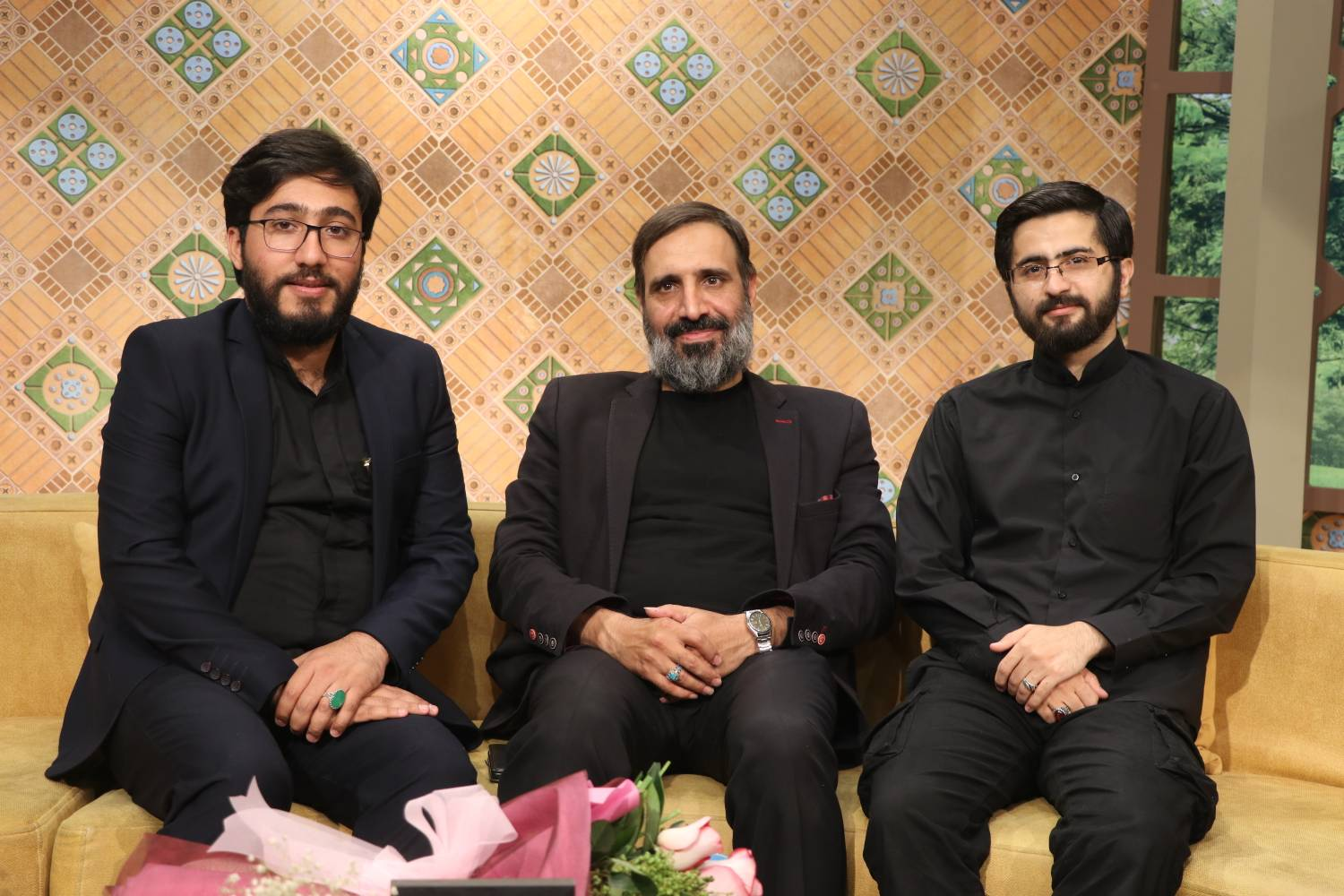
سید محمدرضا حسینی (چپ)، مهدی کریمی زارچی(وسط) و مهدی بخشی (راست)

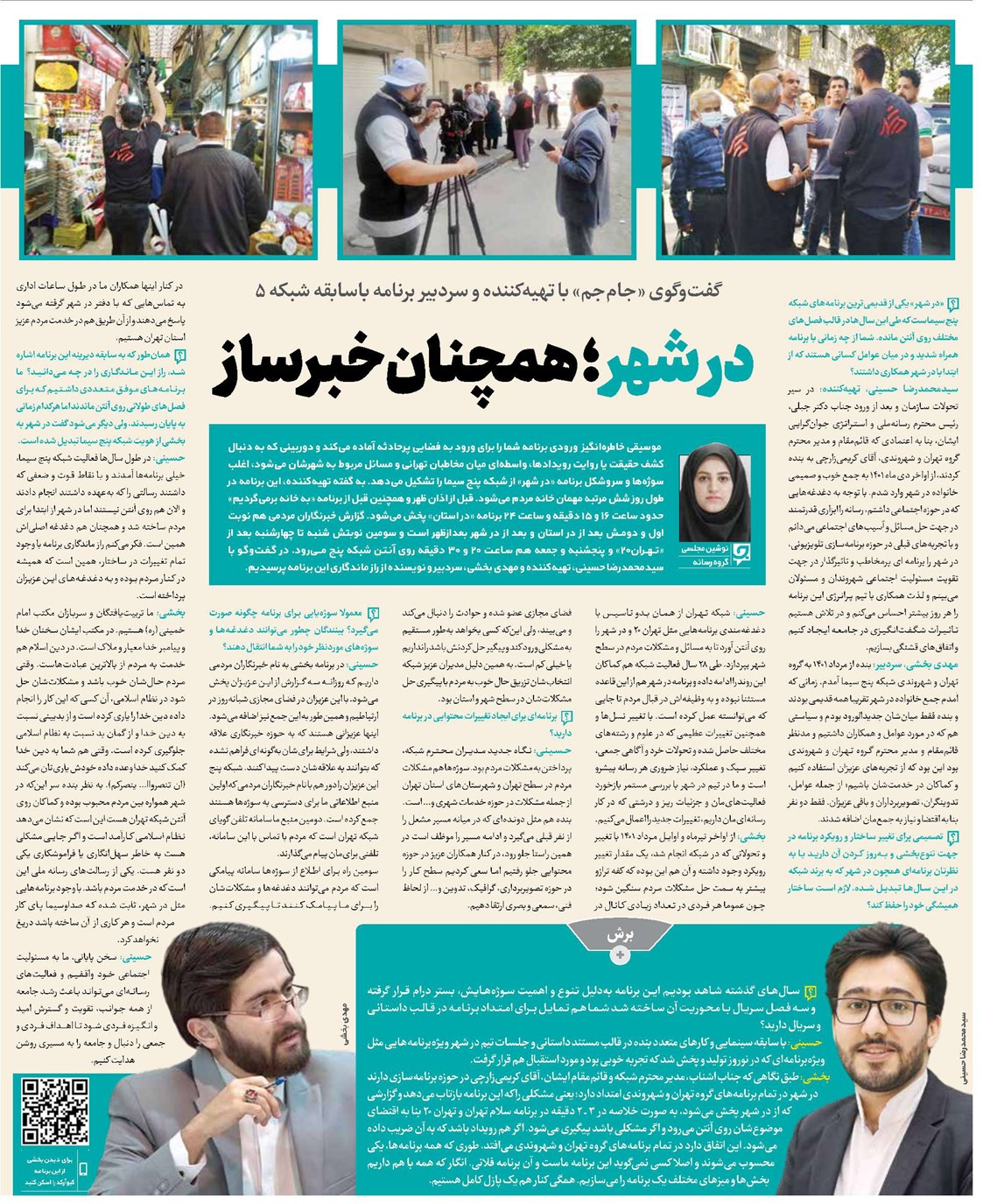
مصاحبه روزنامه جام جم با سیدمحمدرضا حسینی ومهدی بخشی